# Notothyladaceae
Notothyladaceae es la única familia del orden Notothyladales, con los géneros.
- Hattorioceros
- Mesoceros
- Notothylas
- Paraphymatoceros
- Phaeoceros